# Alexander Ackermann
Alexander Ackermann, meglio conosciuto come Alexander Agricola o Alessandro Agricola (Gand, 1457 circa – Valladolid, 15 agosto 1506), è stato un compositore fiammingo, appartenente alla scuola franco fiamminga.

## Biografia
Si trasferì in giovane età in Italia, dove risiedette per grande parte della sua vita, alternando il soggiorno nella penisola con viaggi verso la Francia e i Paesi Bassi.
Fu cantore a Milano, nella cappella sforzesca. Dopo un soggiorno nei Paesi Bassi, tra il 1474 e il 1476, e a Utrecht come organista, si trasferì alla corte di Filippo I d'Asburgo, come cantore.
Aderì alla scuola di Anversa, anche se fu influenzato dalla grandiosità contrappuntistica del suo maestro Ockeghem, e accolse le innovazioni rinascimentali, che miscelò con i canti carnascialeschi e con le canzoni a ballo.
Compose messe, mottetti, chansons.